# Olimpiadi degli scacchi del 1930
Le Olimpiadi degli scacchi del 1930 si tennero dal 13 al 27 luglio ad Amburgo. Fu la terza edizione ufficiale organizzata dalla FIDE e comprese una sezione open, oltre a numerosi eventi destinati a promuovere gli scacchi.
Il torneo vide la partecipazione di 18 squadre nazionali, tutte europee ad eccezione degli Stati Uniti, per un totale di 88 giocatori. Le partite si svolsero con limite di tempo di 120 minuti per le prime 40 mosse.
Il torneo, giocato con un girone all'italiana su quattro scacchiere, vide la prima vittoria della squadra polacca, mentre il premio come miglior giocatore andò ad Akiba Rubinstein della squadra vincitrice. Vennero inoltre assegnati il premio alla miglior partita all'incontro Ståhlberg-Alekhine e quello al miglior finale all'incontro Kashdan-Flohr.

## Risultati finali
| Pos. | Nazione        | Giocatori                                                | Punti |
| ---- | -------------- | -------------------------------------------------------- | ----- |
|      | Polonia        | Rubinstein, Tartakover, Przepiórka, Makarczyk, Frydman   | 48,5  |
|      | Ungheria       | Maróczy, Takács, Vajda, Havasi, Steiner                  | 47    |
|      | Germania       | Ahues, Sämisch, Carls, Richter, Wagner                   | 44,5  |
| 4    | Austria        | Kmoch, Müller, Eliskases, Lokvenc, Wolf                  | 43,5  |
| 5    | Cecoslovacchia | Flohr, Treybal, Rejfíř, Prokeš, Pokorný                  | 42,5  |
| 6    | Stati Uniti    | Kashdan, Marshall, Phillips, Steiner, Anderson           | 41,5  |
| 7    | Paesi Bassi    | Weenink, Van den Bosch, Noteboom, Landau, Schelfhout     | 41    |
| 8    | Inghilterra    | Sultan Khan, Yates, Thomas, Winter, Tylor                | 40,5  |
| 9    | Svezia         | Ståhlberg, Berndtsson, Stoltz, Lundin, Jacobson          | 40    |
| 10   | Lettonia       | Apšenieks, Petrovs, Feigins, Taube                       | 35    |
| 11   | Danimarca      | Andersen, Ruben, Desler, Olsen, Gemzøe                   | 31    |
| 12   | Francia        | Alekhine, Betbeder, Gromer, Duchamp, Voisin              | 28,5  |
| 13   | Romania        | Baratz, Balogh, Tyroler, Taubmann, Gudju                 | 28,5  |
| 14   | Lituania       | Machtas, Šembergas, Vistaneckis, Abramavičius, Kolodnas  | 22,5  |
| 15   | Islanda        | Gilfer, Ásgeirsson, Þorvaldsson, Guðmundsson             | 22    |
| 16   | Spagna         | Marín y Llovet, Golmayo Torriente, Lafora, Ribera, Soler | 21,5  |
| 17   | Finlandia      | Rasmusson, Krogius, Larsen, Gauffin, Rahm                | 18    |
| 18   | Norvegia       | Olsen, Hovind, Kavlie-Jørgensen, Krogdahl, Halvorsen     | 16    |

## Risultati individuali
Non venne applicata nessuna distinzione di ordine di scacchiera e vennero assegnati premi solo ai tre migliori giocatori.
| Pos. | Giocatore        | Punti | Partite | %    |
| ---- | ---------------- | ----- | ------- | ---- |
|      | Akiba Rubinstein | 15    | 17      | 88,2 |
|      | Salo Flohr       | 14,5  | 17      | 85,3 |
|      | Isaac Kashdan    | 14    | 17      | 82,4 |